# Тюрьма-музей Улуджанлар
Политическая тюрьма-музей Улу́джанлар (тур. Ulucanlar Cezaevi Müzesi) — в прошлом государственная политическая тюрьма в столице Турции Анкаре, которая была переделана в музей и открыта для посещения в 2011 году. В Турции это единственный в своем роде музей, а также первая и единственная государственная тюрьма в городе.

## Тюремная история
В качестве тюрьмы Улуджанлар была открыта в 1925 году в одноимённом районе в округе Алтындаг вскоре после образования Турецкой Республики и переноса столицы из Стамбула в Анкару. Объект задумывался как военный склад общей площадью 34 000 м² (370 000 фут²). Согласно документам переписки между Центральным управлением тюрем и Управлением национальной недвижимости от 1960 года, найденным во время проведения исторических исследований, тюрьма Улуджанлар была построена Министерством внутренних дел по предложению немецкого городского планировщика Карла Кристофа Лёрхера. Он объяснял выбор местности тем, что в районе было много пахотных земель и полей, где могли бы работать заключенные и тем самым приносить пользу обществу.
На гравюре французского путешественника Питона де Турнеферта 1717 года можно увидеть, что холм, где расположена тюрьма Улуджанлар, использовался в качестве кладбища.
Тюрьму несколько раз переименовывали: она была Cebeci Tevkifhanesi (следственный изолятор Джебеджи), Cebeci Umumi Hapishanesi (общественная тюрьма Джебеджи), Cebeci Sivil Cezaevi (гражданская тюрьма Джебеджи), Ankara Merkez Kapalı Cezaevi (центральная тюрьма Анкары закрытого типа) и Ulucanlar Merkez Kapalı Cezaevi (центральная тюрьма закрытого типа Улуджанлар). В июле и сентябре 1999-го в тюрьме произошла серия тюремных бунтов, во время которых 28 человек были убиты, 38 охранников взяли в заложники, 5 охранников и 2 заключенных были ранены. Тогда нашли планы побега и эскизы тоннеля, лопаты, а позднее в районе бань был обнаружен незаконченный тоннель.
В 2006 году, после решения о закрытии тюрьмы, ее заключенные были переведены в недавно построенную тюрьму в районе Синджан Анкары.

### Известные заключённые

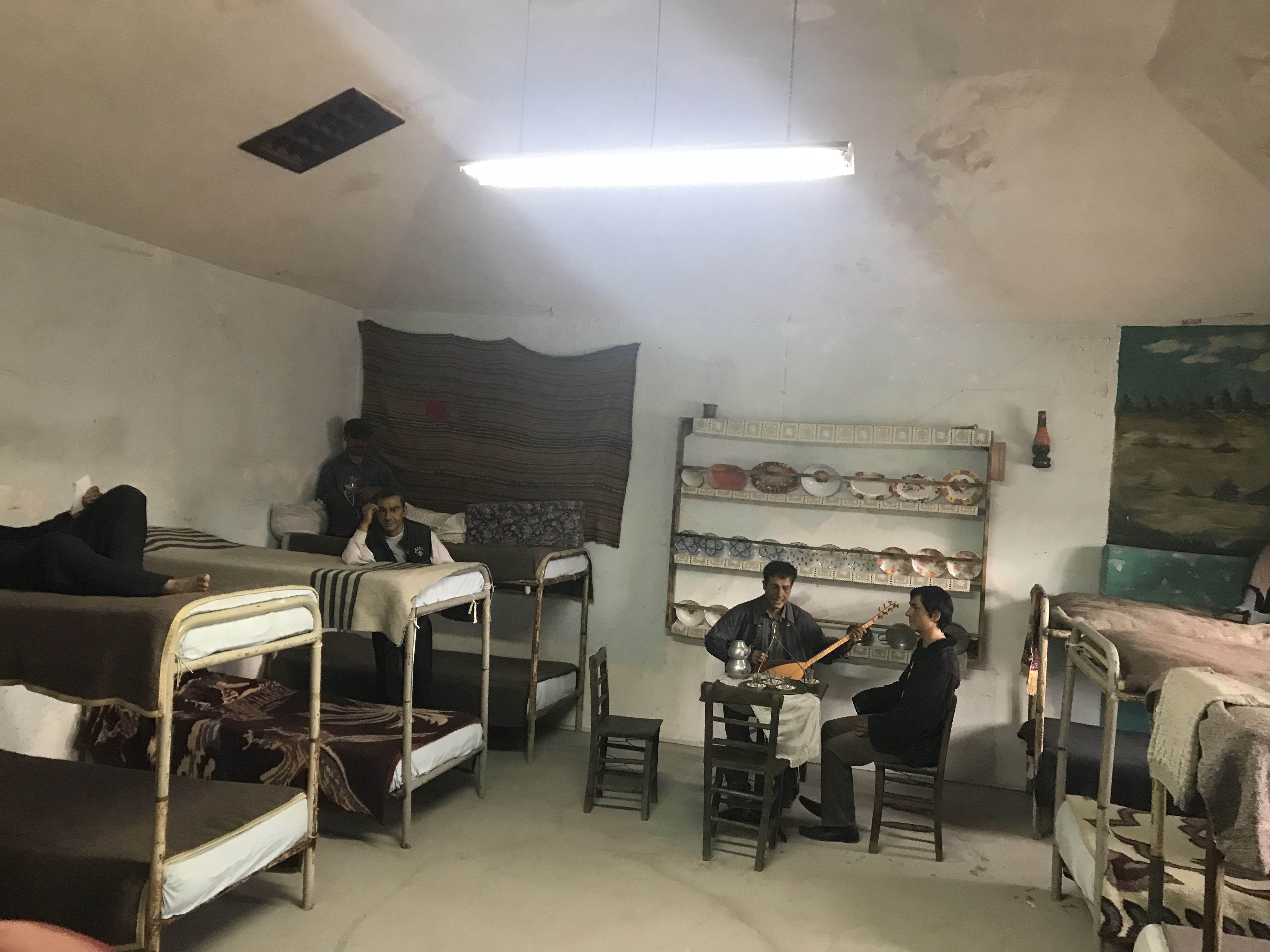
Реконструкция пребывания заключенных в камере

Улуджанлар был действующей тюрьмой до 2006 года, и за 81 год функционирования здесь пребывали в заключении выдающиеся интеллектуалы с отличающимися политическими взглядами, включая журналистов, поэтов и писателей, а также профессиональных политиков, различных активистов и просто преступников. Среди известных заключённых были (не считая приговорённых к смертной казни) следующие известные турецкие деятели:
- Хусейин Джахит Ялчын (1875—1957) — журналист, писатель, политик
- Назым Хикмет (1902—1963) — поэт, прозаик, сценарист, драматург и общественный деятель
- Джеват Шакир Кабаагачлы (1890—1973) — автор романов и новелл, эссе, этнографических и путевых очерков
- Кемаль Тахир (1910—1973) — писатель и поэт
- Неджип Фазыл Кысакюрек (1904—1983) — поэт, писатель, драматург, философ и активист
- Осман Юксел Серденгечти (1917—1983) — журналист и политик
- Йылмаз Гюней (1937—1984) — кинорежиссёр, сценарист, актёр и писатель
- Осман Бёлюкбаши (1913—2002) — политик
- Метин Токер (1924—2002) — журналист и писатель
- Мустафа Бюлент Эджевит (1925—2006) — турецкий политик социал-демократ, поэт, писатель, переводчик, литературовед, журналист
- Мухсин Языджиоглу (1954—2009) — политик, председатель националистической партии
- Яшар Кемаль (1923—2015) — прозаик-реалист, поэт и правозащитник
- Джюнейт Арджаюрек (1928—2015) — журналист и писатель
- Факир Байкурт (1929—1999) — писатель, просветитель, руководитель профсоюза
- Мехмет Хатип Диджле (1954) — политик курдского происхождения, член Партии мира и демократии
- Лейла Зана (1961) — курдская правозащитница, активистка и бывший депутат турецкого парламента
- Сырры Сюрейя Ондер (1962) — актёр, сценарист, колумнист и политик.

### Приговорённые к смерти
В тюремном дворе было приведено в исполнение по разным данным от 17 до 19 смертных приговоров через повешение:
- Искилипли Мехмед Атыф Ходжа (1875—1926) — исламовед, противник реформ Ататюрка
- Фетхи Гюрджан (1922—1964) — майор, наездник, участник летних Олимпийских игр
- Талат Айдемир (1917—1964), военный
- Юсуф Аслан (1947—1972) — основатель Народно-освободительной армии Турции, приверженец марксизм-ленинизма
- Дениз Гезмиш (1947—1972) — основатель Народно-освободительной армии Турции, приверженец марксизм-ленинизма
- Хюсейин Инан (1949—1972) — основатель Народно-освободительной армии Турции, приверженец марксизм-ленинизма
- Недждет Адалы (1958—1980) — приверженец марксизм-ленинизма, политический активист
- Мустафа Пехливаноглу (1958—1980) — националист, исламист, активист
- Эрдал Эрен (1964—1980) — приверженец марксизм-ленинизма, политический активист
- Али Бюлент Оркан (1982) — студент, приверженец коммунистических идей. Он стал последним казнённым в Улуджанларе[11].

## Создание музея

### Реконструкция
Совет по сохранению культурного и природного наследия объявил, что тюрьма представляет исторический интерес и поэтому не может быть разрушена, расширена или переделана без специального разрешения. Муниципалитет округа Алтындаг по инициативе мэра муниципалитета Вейсела Тирьяки восстановил здание тюрьмы в его первоначальном виде и открыл в качестве «Музея культуры и искусства тюрьмы Улуджанлар» для общественности 15 июня 2011 года.
Реставрационные работы проходили с 2009 по 2010 год и стоили 10 миллионов турецких лир ($6.7 миллионов долларов США в пересчете на 2010 год). Большинство архивных материалов были утрачены во время двух пожаров. Уцелели только фотографии 1997 года и планы реставрации, проведенной в 2000 году. Информацию и выставочные материалы для музея предоставили родственники заключенных. В музее находится библиотека с книгами, которые написали заключенные, книги о политической жизни Турции и судебные протоколы. На стенах тюрьмы были сохранены оригинальные граффити и рисунки заключенных. Все экспонаты являются оригинальными. В музее также имеются конференц-залы и залы для проведения культурных мероприятий, а также съемочная площадка.

### Экспонаты
У входа в музей расположены камеры № 9 и № 10, которые часто сравнивали с «камерами Хилтона» из-за их меньших размеров по сравнению с другими и, следовательно, относительного комфорта. В этих камерах содержались в основном писатели, поэты и журналисты, но были и видные политики, такие как Бюлент Эджевит и Осман Белюкбаши. Сейчас в этих камерах находится экспозиция с их биографиями.
Справа от «Хилтона» располагались «Müteferrika» — изоляторы для заключенных, которым еще не был вынесен окончательный приговор, для нарушителей тюремной дисциплины или лиц с особыми преступлениями, требующими отделения от других. Узкий коридор этой секции, тусклый свет, железные ворота и темные одиночные камеры помогают лучше понять условия содержания в тюрьме. В помещениях через громкоговорители воспроизводятся крики надзирателей и заключенных. Также воспроизводятся исторические тюркю (народные турецкие песни) и стихи, напоминающие посетителям об эпохе пыток и казней.
В изоляторах и камерах находятся 22 восковые скульптуры, изображающие заключенных в разные моменты их повседневной тюремной жизни. На двухъярусных кроватях камеры № 5 прикреплены биографии известных заключенных. В камерах выставлены личные вещи известных заключенных: часы, сигареты, трости, посуда, стаканы, чайник, письма родным и друзьям и другие предметы обихода.
В большом дворе расположена турецкая баня для заключенных. Рядом с ней художественная галерея. Также во дворе находится оригинальная виселица с удавкой. Именно здесь были приведены в исполнение девятнадцать смертных приговоров. Позади виселицы растет «Величественная Осина» (тур. Ulu Kavak). На ветвях мемориального дерева (тур. Dar ağacı) расположены фотографии известных заключенных. В 2004 году в Турции смертная казнь была официально отменена.
Во время реконструкции в музее было построено специальное отделение поверх существующих изоляторов. За дополнительную плату посетителей могут запереть в этом блоке на пятнадцать минут или один час, чтобы они могли на себе прочувствовать условия содержания в тюрьме. «Заключенного» в наручниках заводит в камеру в надзиратель, без часов и мобильного телефона. Таким посетителям не разрешается покидать камеру до истечения времени.

Фотографии тюрьмы-музея 2018 года
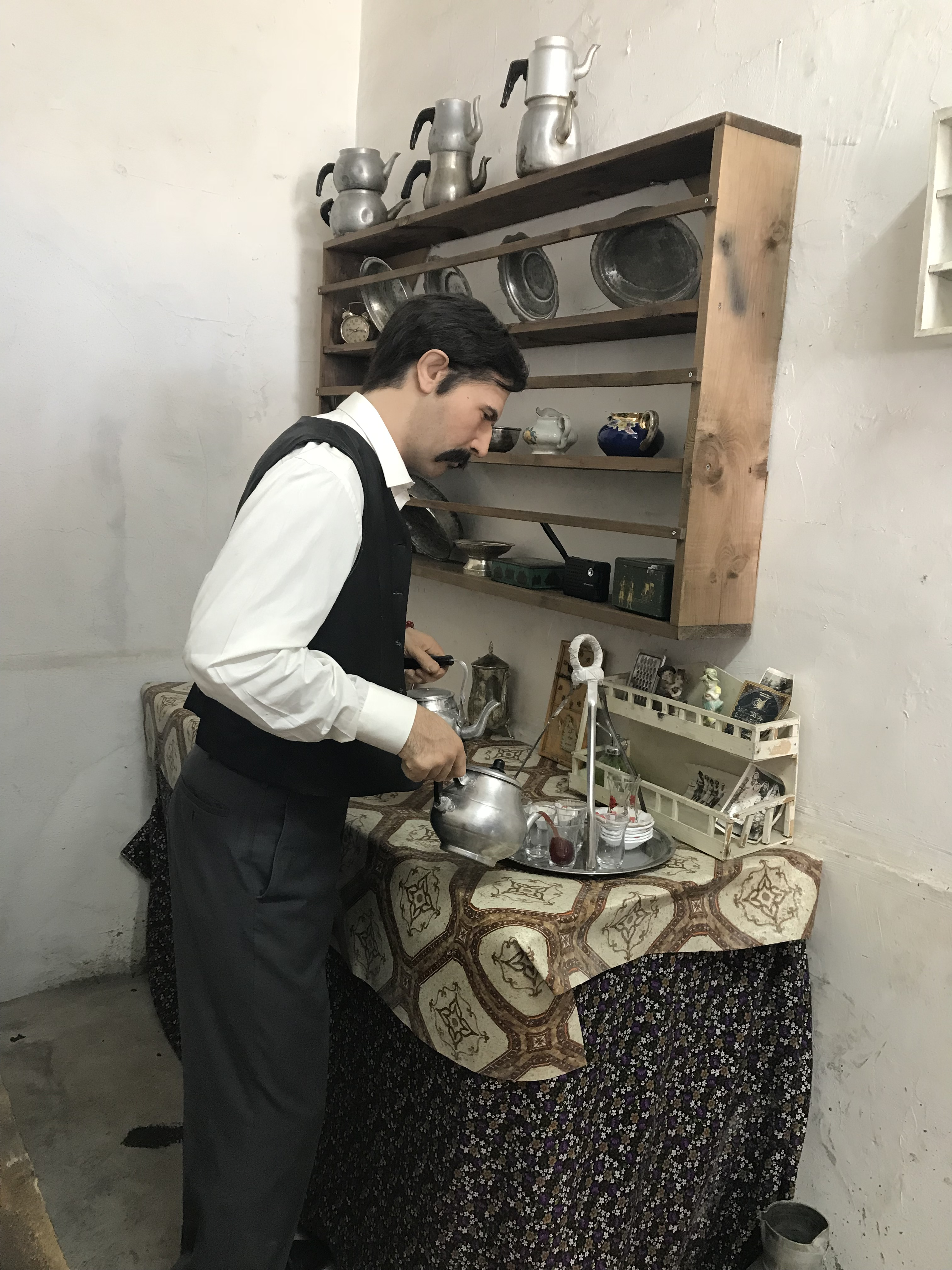
Восковая скульптура заключенного
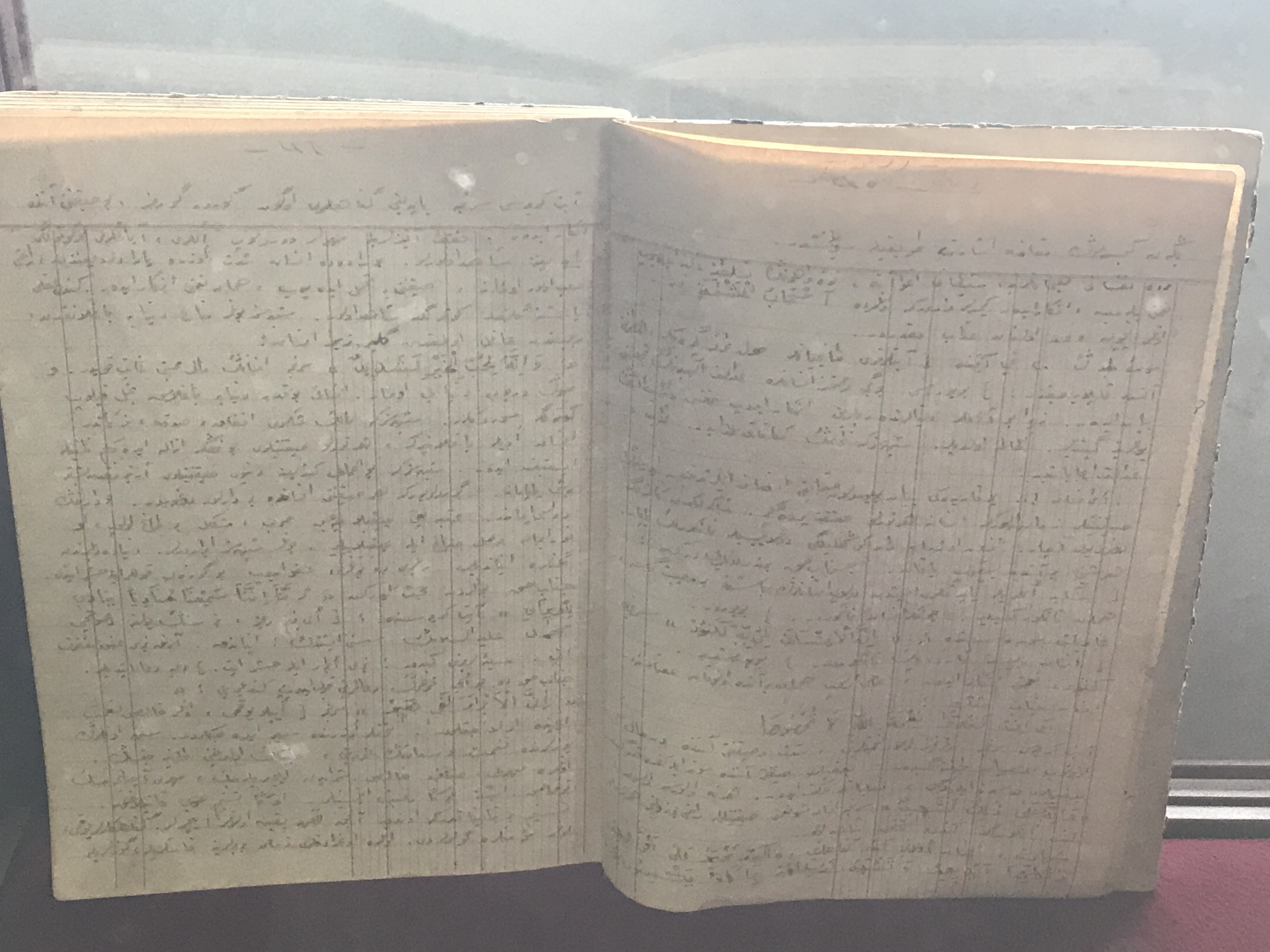
Оригинальные экспонаты музея
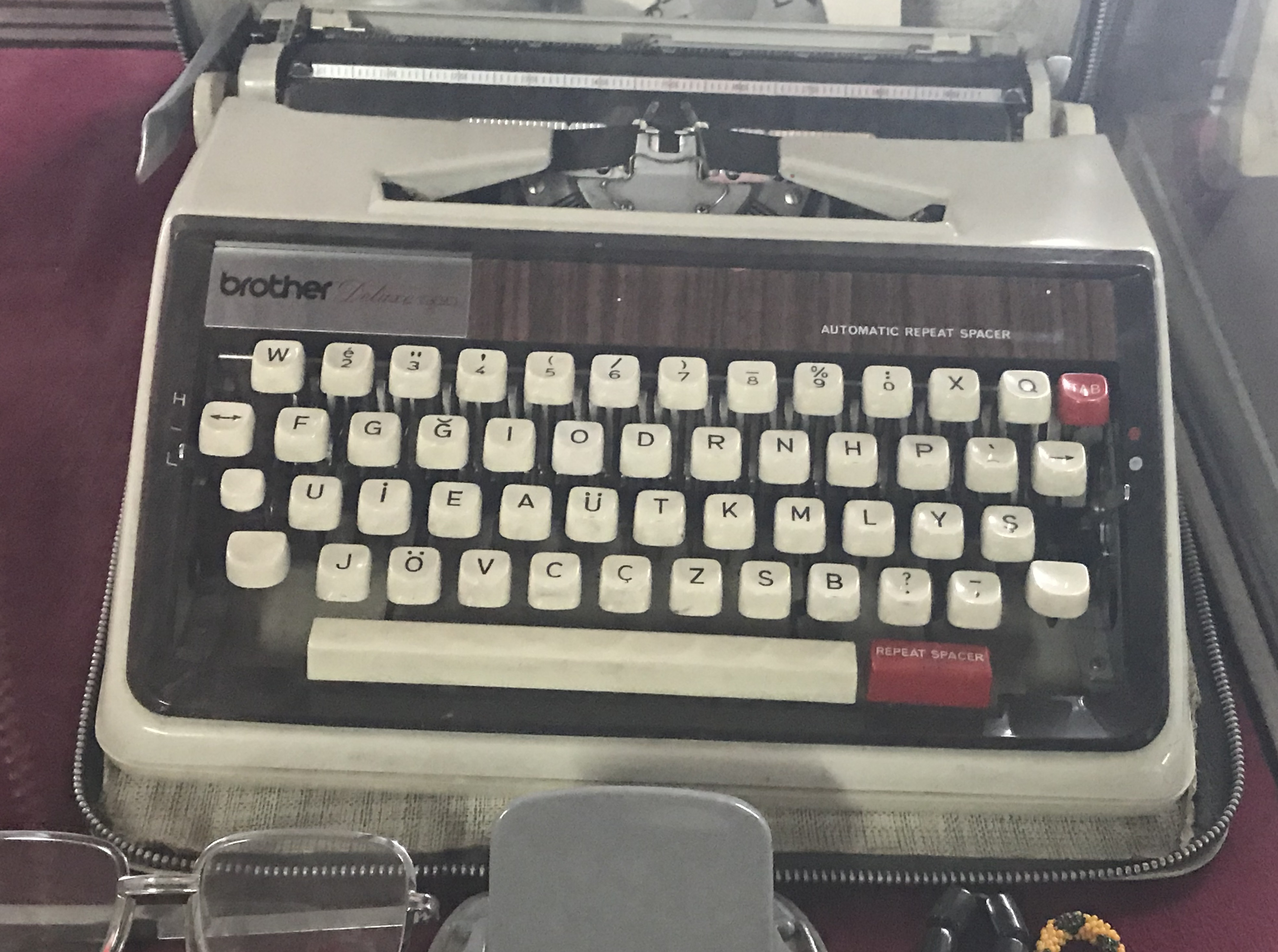
Печатная машинка одного из заключенных
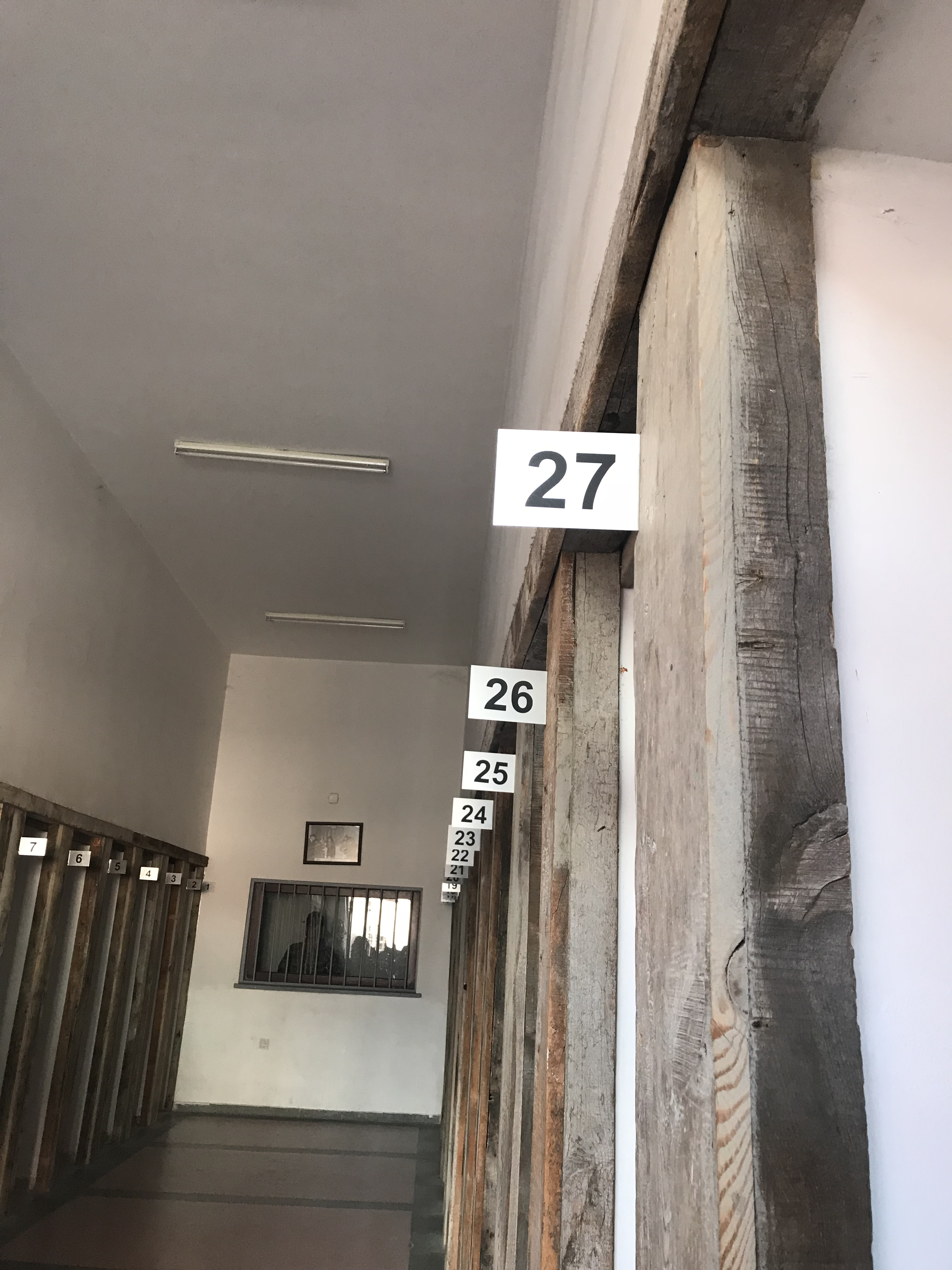
Комната для переговоров с родственниками
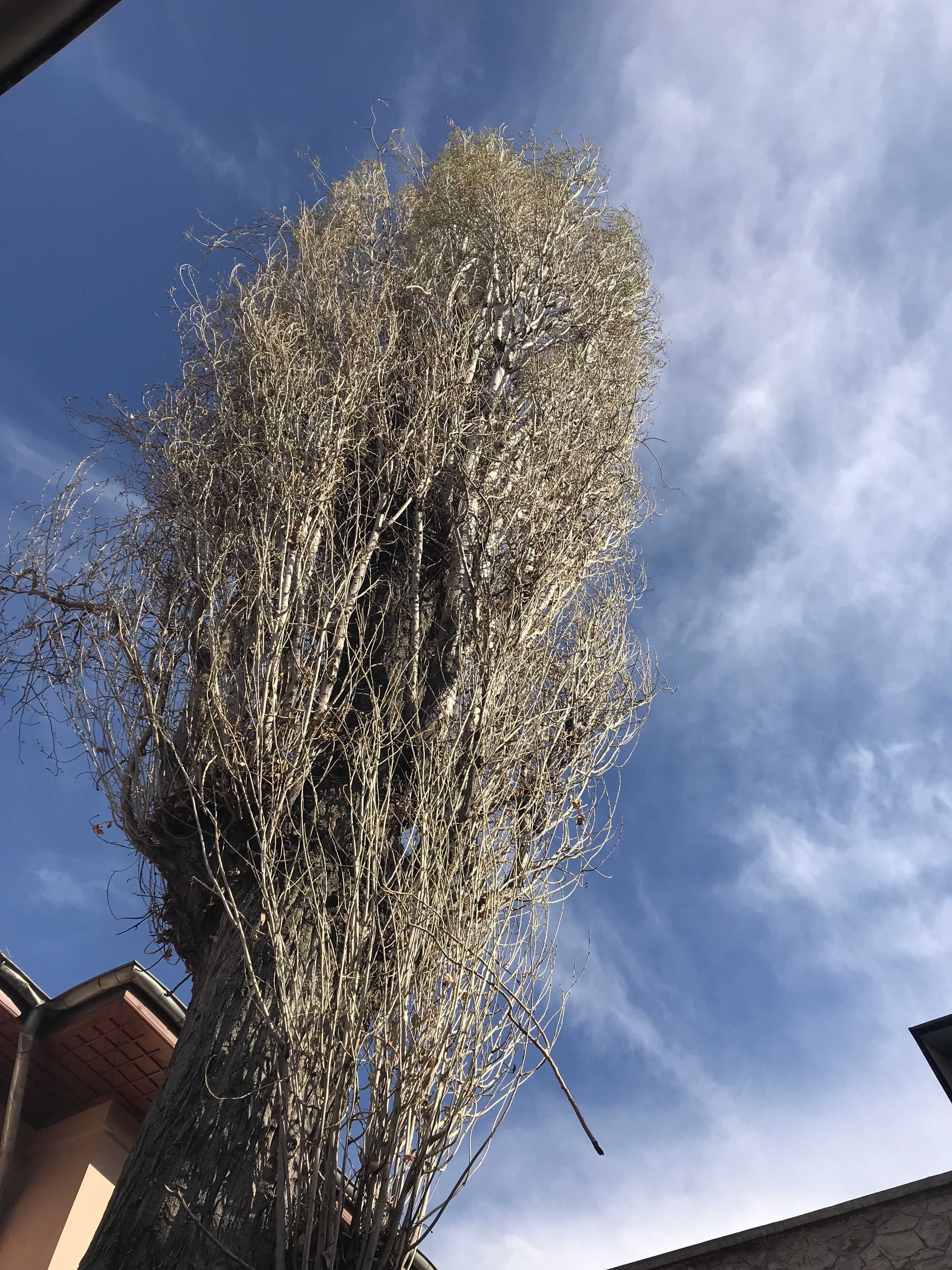
Тюремный двор и Величественная Осина

## Тюрьма-музей в культуре
Режиссер Йылмаз Гюней был вдохновлен собственными воспоминаниями о заключении в Улуджанларе при создании фильма «Стена» (тур. Duvar), участник Каннского фестиваля 1983 года.
А в 1989 году в тюрьме проходили съемки фильма «Не позволяйте им стрелять в змея» (тур. Uçurtmayı Vurmasınlar), в котором Нур Сюрер исполнила роль политзаключенной, родившей ребенка в тюрьме.